# Принц Кореясу
Принц Кореясу (яп. 惟康親王, 26 травня 1264 —25 листопада 1326) — 7-й очільник Камакурського сьогунату в 1266—1289 роках.

## Життєпис
Належав до Імператорського дому Японії. Старший син принца Мунетаки, сьогуна, та Коное Сайко (представниці гілки клану Північних Фудзівара). Народився у 1264 році у Камакурі (столиці сьогунату). У 1266 році після повалення батька за наказом сіккена Ходзьо Масамури стає новим сьогуном з молодшим четвертим рангом. Втім фактично владу зберігали представники роду Ходзьо.
1270 року відбулася церемонія залишення Кореясу імператорської родини (сінсекі кьока). Того ж року отримав старший третій ранг. наприкінці року очолив коноефу (палацову гвардію). 1271 року призначено кокусі провінції Оварі. 1272 року надано молодший другий ранг. 1276 року призначено кокусі провінції Санукі. також зберіг за собою керівництво провінцією Оварі. 1279 року стає власником старшого другого рангу.
У 1287 році послідовно отримав посади середнього державного радника, Правого генерала, Лівого генерала, а потім Правого міністра. У 1289 році очолив заколот проти сіккена Ходзьо Садатокі, який було придушено. Кореясу позбавлено посади та відправлено до Кіото, де поміщено під нагляд Рокухара Тандай (спеціального органу Ходзьо за наглядом за імператорським двором). Невдовзі стає буддистським ченцем під ім'ям Оно-но мія. Новим сьогуном оголошено зятя принца Кореясу — принца Хісаакі.
Помер у 1326 році.